# Mason Parris

Zawodnik Michigan Wolverines

Mason Mark Parris (ur. 9 października 1999 w Lawrenceburgu) – amerykański zapaśnik walczący w stylu wolnym. Olimpijczyk z Paryża 2024, gdzie zajął dziesiąte miejsce w kategorii do 125 kg.
Brązowy medalista mistrzostw świata w 2023. Triumfator igrzysk panamerykańskich w 2023, a także mistrzostw panamerykańskich w 2024. Wygrał MŚ juniorów w 2019. Zdobywca Hodge Trophy 2023.
Zawodnik drużyny Michigan Wolverines, oraz Cliff Keen Wrestling Club. Trzy razy All-American w NCAA Division I (2021-2023); pierwszy w 2023, drugi w 2021 roku, piąty w 2022 roku.